# Palmerston (Northern Territory)
Palmerston ist eine Stadt im australischen Northern Territory und liegt an der Nordküste etwa 20 km entfernt von der Territoriumshauptstadt Darwin.
Die Stadt wurde 1981 gegründet, nachdem Siedlungsland im Stadtgebiet von Darwin knapp wurde. Der Name Palmerston war der ursprüngliche Name von Darwin vor der Umbenennung 1911. Die Stadt hat knapp 37.000 Einwohner und hat damit Alice Springs als zweitgrößte Stadt des Northern Territory überholt.

## Stadtgliederung

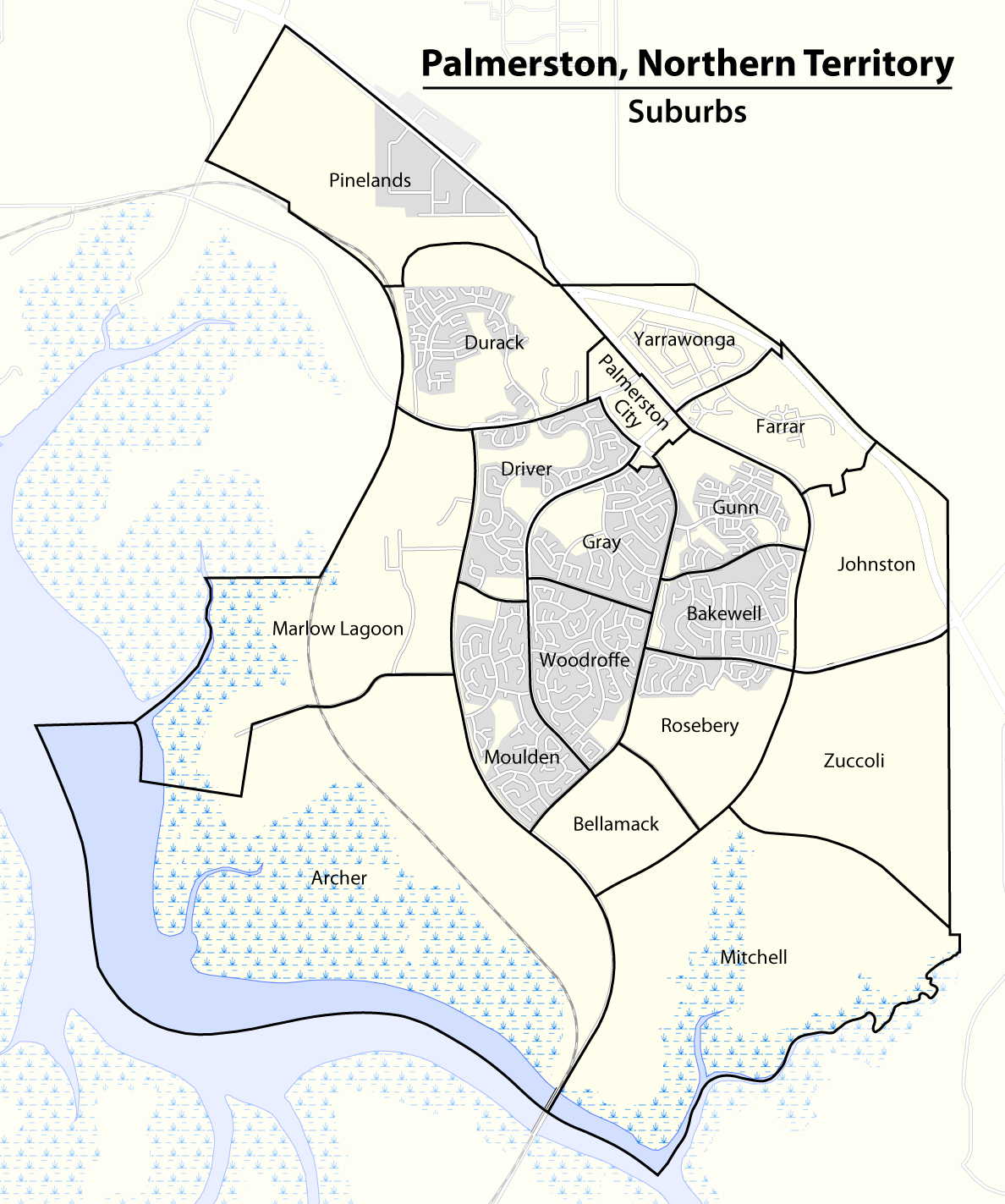
Stadtgliederung von Palmerston

Palmerston gliedert sich in insgesamt 18 suburbs (Stadtbezirke), die von der Regierung des Northern Territory festgelegt werden.
Die ursprünglichen vier Stadtbezirke, die in den frühen 1980er Jahren angelegt wurden, sind Gray, Driver, Moulden und Woodroffe. Dies sind auch die bevölkerungsstärksten Stadtbezirke, gefolgt von Bakewell und Durack. Diese sechs sowie Bellamack, Farrar, Gunn, Palmerston City, Rosebery und Yarrawonga bilden die Innenstadt. Yarrawonga im Nordosten ist vornehmlich Industriegebiet.
Dazu kommen die Außenbezirke Archer, Johnston, Marlow Lagoon, Mitchell, Pinelands und Zuccoli. Zuletzt wurden 2007 die Stadtbezirke Johnston und Zuccoli definiert, die bislang kaum besiedelt sind. Der Stadtbezirk Archer weist keine Wohnbevölkerung auf.